# قلعه‌جقه (تیلکوه)
قلعه‌جُقه یک روستا در ایران است که در دهستان تیلکوه شهرستان سقز در استان کردستان واقع شده‌است.

## جمعیت
این روستا در بخش زیویه قرار دارد و براساس سرشماری مرکز آمار ایران در سال ۱۳۸۵، جمعیت آن ۲۸۲ نفر (۵۸ خانوار) بوده‌است.